# 羊皮

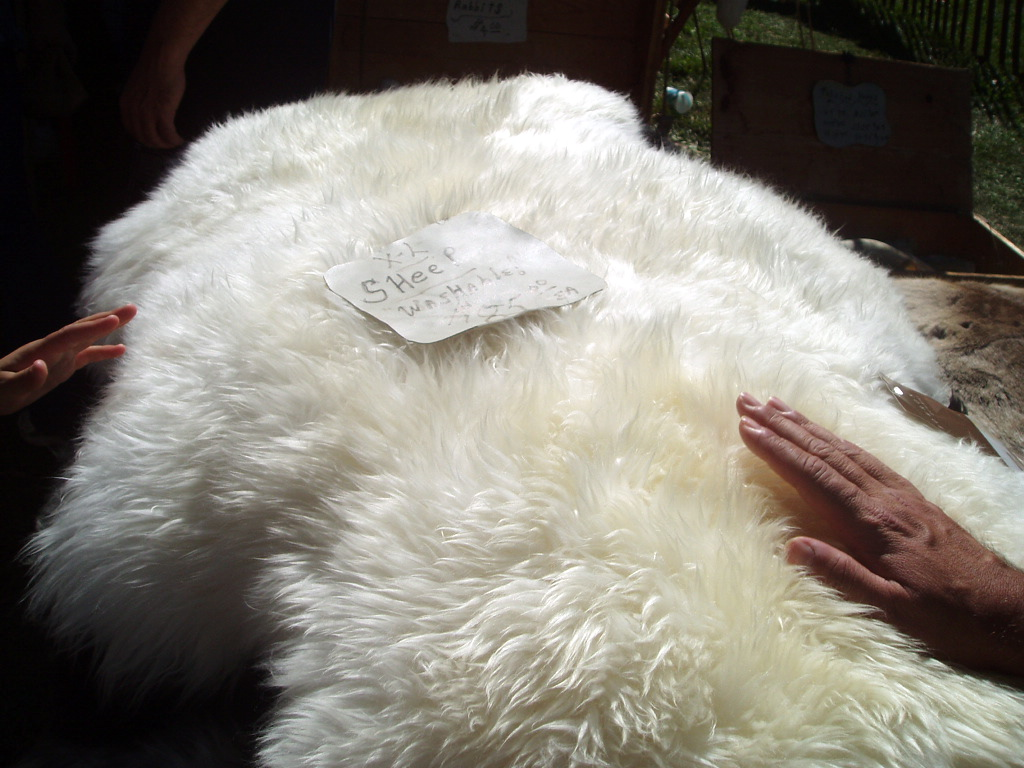
一塊完整的羊皮

羊皮是一種取自羊身上的皮革。不像其它一般的皮革，羊皮通常都會保留皮上的羊毛。

## 用途

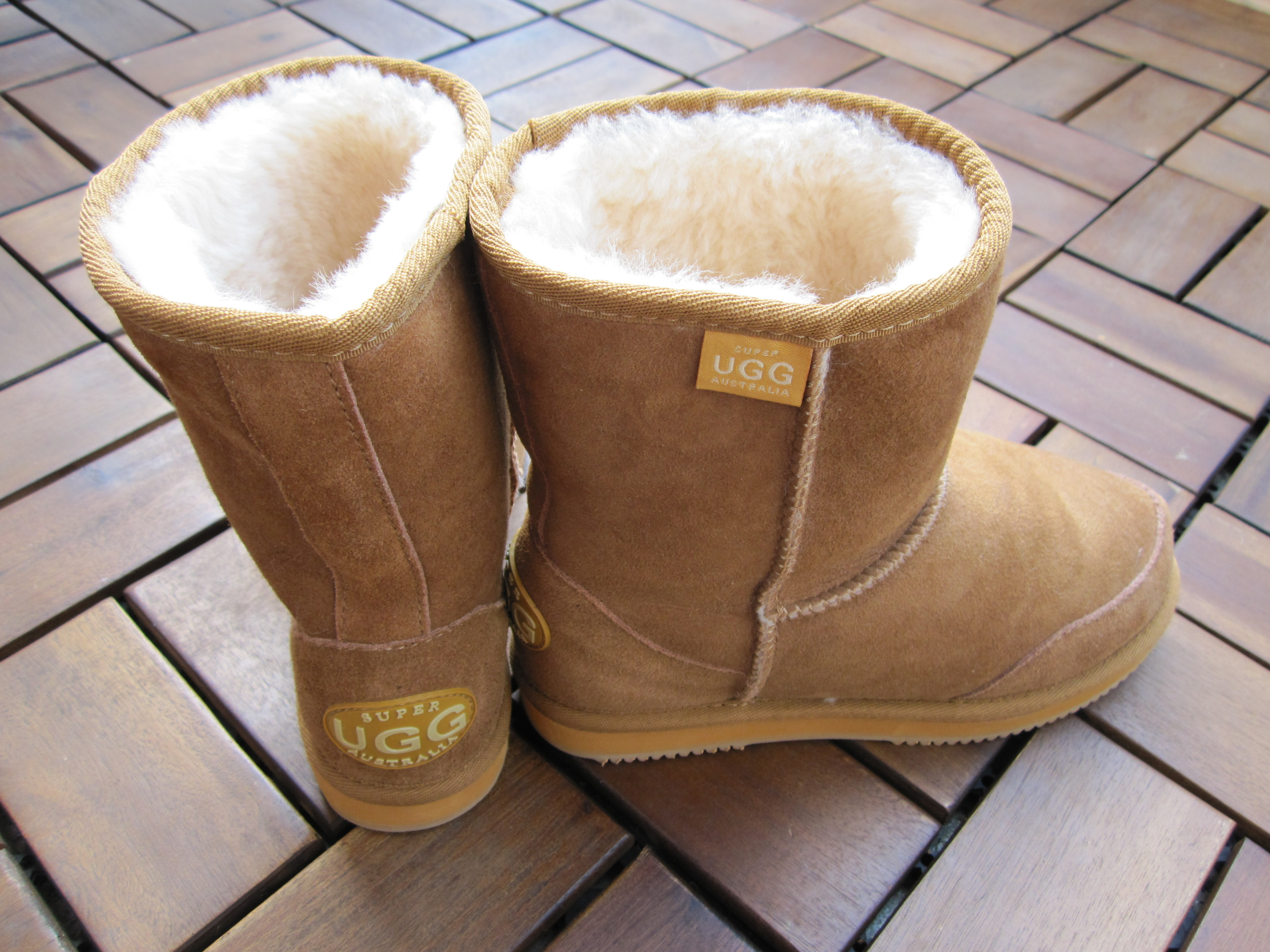
Ugg 靴子傳統上由羊皮製成。

羊皮通常都會用于製作鞋，帽和坐墊。在澳洲和紐西蘭，羊皮是Ugg靴的主要原材料。 